# Williams FW40
El Williams FW40 (llamado así por el 40 aniversario de la primera carrera de Williams en la Fórmula 1) fue un monoplaza de Fórmula 1 diseñado por Williams para competir en la Temporada 2017 de Fórmula 1. La unidad de potencia, el sistema de transmisión de ocho velocidades y el sistema de recuperación de energía son los que usa Mercedes. El coche es conducido por el canadiense Lance Stroll quien debuta en la categoría y el brasileño Felipe Massa, quien en un principio se retiró, pero al marcharse Valtteri Bottas a Mercedes, volvió por un año más. También fue pilotado por el escocés Paul Di Resta, que sustituyó a Massa en el Gran Premio de Hungría, por problemas físicos.

## Presentación
El FW40 se mostró en un evento en línea por primera vez el 17 de febrero de 2017.

## Resultados
(Clave) (negrita indica pole position) (cursiva indica vuelta rápida)
| Año  | Motor                                  | Neu. | N.º | Pilotos       | 1   | 2   | 3   | 4   | 5   | 6   | 7   | 8   | 9   | 10  | 11  | 12  | 13  | 14  | 15  | 16  | 17  | 18  | 19  | 20  | Puntos | Pos. |
| ---- | -------------------------------------- | ---- | --- | ------------- | --- | --- | --- | --- | --- | --- | --- | --- | --- | --- | --- | --- | --- | --- | --- | --- | --- | --- | --- | --- | ------ | ---- |
| 2017 | Mercedes-AMG F1 M08 EQ Power+ V6 Turbo | P    |     |               | AUS | CHN | BHR | RUS | ESP | MON | CAN | AZE | AUT | GBR | HUN | BEL | ITA | SIN | MYS | JPN | USA | MEX | BRA | ABU | 83     | 5º   |
| 2017 | Mercedes-AMG F1 M08 EQ Power+ V6 Turbo | P    | 18  | Lance Stroll  | Ret | Ret | Ret | 11  | 16  | 15† | 9   | 3   | 10  | 16  | 14  | 11  | 7   | 8   | 8   | Ret | 11  | 6   | 16  | 18  | 83     | 5º   |
| 2017 | Mercedes-AMG F1 M08 EQ Power+ V6 Turbo | P    | 19  | Felipe Massa  | 6   | 14  | 6   | 9   | 13  | 9   | Ret | Ret | 9   | 10  | INJ | 8   | 8   | 11  | 9   | 10  | 9   | 11  | 7   | 10  | 83     | 5º   |
| 2017 | Mercedes-AMG F1 M08 EQ Power+ V6 Turbo | P    | 40  | Paul Di Resta |     |     |     |     |     |     |     |     |     |     | Ret |     |     |     |     |     |     |     |     |     | 83     | 5º   |